# Джандзядзие (стъклен мост)
 Тази статия е за стъкления мост в Китай.  За друго значение вижте Джандзядзие.  
Стъкленият пешеходен мост „Джандзядзие“ (на традиционен китайски: 張家界大峽谷玻璃橋, на опростен китайски: 张家界大峡谷玻璃桥, на пинин: Zhāngjiājiè Dàxiágǔ Bōlíqiáo) е висящ мост в градска префектура Джандзядзие, в района Улинюен, провинция Хунан.
Мостът е открит за обществеността на 20 август 2016 г. и е построен като туристическа атракция. Стъкленият пешеходен мост „Джандзядзие“ е най-дългият и най-висок мост със стъклено дъно в света. Общата му дължина е 430 метра и има ширина от 6 метра и е окачен на около 300 метра над земята. Мостът пресича каньона между две планински скали в Националния парк „Джандзядзие“ в северозападната част на провинция Хунан. Проектиран е да издържа до 800 посетители едновременно. Мостът е проектиран от израелския архитект Хаим Дотан.
За да построят моста, инженерите издигнали четири опорни стълба по краищата на стените на каньона. Мостът е направен от метална рамка с повече от 120 стъклени панела. Всеки от тези панели е трислоен и представлява плоча от закалено стъкло с дебелина 5,1 сантиметра. Към долната страна на моста са прикрепени три дълги люлки. Предвидена е и възможност за скачане с бънджи от височина 285 метра, поради което е считан за най-високия бънджи скок в света.